# Baek Yoon-sik
Baek Yoon-sik (* 16. März 1947 in Seoul) ist ein südkoreanischer Schauspieler. Baek ist seit 2004 nach 27 Jahren Ehe geschieden. Seine beiden Söhne, Baek Do-bin und Baek Seo-bin, sind ebenfalls Schauspieler.
In Save the Green Planet (2003) spielt er einen Unternehmenschef der vom Protagonisten für einen Alien gehalten wird. Deshalb wird er entführt und gefoltert. Für seine Leistung wurde er mit dem Blue Dragon Award, dem Grand Bell Award und dem Korean Film Award als bester Nebendarsteller ausgezeichnet. Zudem wurde er auf dem Puchon International Fantastic Film Festival als bester Schauspieler ausgezeichnet.
In Taste of Money (2012) von Im Sang-soo spielt er einen Familienvater, der des Geldes wegen eine reiche Frau geheiratet hat und zum Präsidenten des Unternehmens der Familie wird. Er betrügt seine Frau dann mit einem Hausmädchen, verliert das Interesse an Geld und möchte ein neues Leben beginnen. Jedoch lässt seine Frau die Haushälterin ermorden.
In The Face Reader (2013) spielt er einen Berater des Königs, Kim Jongseo. Dieser möchte einen Coup d’État des Prinzen Suyang verhindern.

## Filmografie

### Filme
- 1974: Excellent Guys
- 1976: Only With You
- 1976: Yeoja-ui Seong (여자의 성)
- 1977: Chun-ha, My Love
- 2000: Bulho-uo Myeongjak (불후의 명작)
- 2003: Save the Green Planet (지구를 지켜라! Jigu-reul Jikyeora!)
- 2004: The Big Swindle (범죄의 재구성 Beomjoe-ui Jaeguseong)
- 2005: The President’s Last Bang (그때 그사람들)
- 2006: The Art of Fighting (싸움의 기술 Ssaum-ui Giseul)
- 2006: Like a Virgin (천하장사 마돈나 Cheonhajangsa Madonna)
- 2006: Tazza: The High Rollers (타짜 Tajja)
- 2006: How the Lack of Love Affects Two Men (애정결핍이 두 남자에게 미치는 영향 Aejeong Gyeolpibi Du Namja-ege Michineun Yeonghyang)
- 2007: Bravo My Life (브라보 마이 라이프)
- 2007: The Bank Attack
- 2009: War of the Wizards (전우치 Jeon U-chi)
- 2011: Meet the In-Laws (위험한 상견례)
- 2011: Head (헤드)
- 2011: Champ (챔프)
- 2012: Taste of Money (돈의 맛 Don-ui Mat)
- 2012: I Am a King (나는 왕이로소이다 Naneun Wangirosoida)
- 2013: The Face Reader (관상 Gwansang)
- 2015: Inside Men – Die Rache der Gerechtigkeit (내부자들 Naebujadeul)
- 2017: The Chase (반드시 잡는다 Bandeusi Jamneunda)
- 2023: Noryang

### Fernsehserien
- 1970: Hometown of Legends (KBS)
- 1970: River (KBS)
- 1970: Arirang (KBS)
- 1974: Land
- 1974: Jeongbusurip (정부수립)
- 1979: The Solitude of Eun Ji-hwa (KBS)
- 1984: Yeongsangsiguk (영상시극, KBS)
- 1984: Independence Gate (KBS)
- 1988: Punggaek (풍객)
- 1989: Sup-eun Jamdeunji Anneunda (숲은 잠들지 않는다)
- 1991: Gyoto 25si (교토 25시, KBS)
- 1991: Jeorin Sun Kkeut (저린 손 끝, KBS2)
- 1994: Moon Over Seoul (MBC)
- 1994: Han Myeong-hoe (KBS)
- 1995: War and Love (MBC)
- 1995: Jang Nok Soo (KBS2)
- 1997: A Bluebird Has It (KBS2)
- 1998: Until the Azalea Blooms (KBS2)
- 2000: Duk Yi (SBS)
- 2001: Ladies of the Palace (SBS)
- 2002: Jang Hee-bin (KBS2)
- 2003: Apgujeong House (SBS)
- 2009: Hero (히어로, MBC)
- 2010: Harvest Villa (위기일발 풍년빌라 Wikiilbal Pungnyeon Billa, tvN)
- 2011: Tree With Deep Roots (뿌리 깊은 나무 Bburi Gipeun Namu, SBS)
- 2012: Immortal Classic (Channel A)
- 2013: Guam Heo Jun (구암 허준, MBC)